# Rika Fujiwara
Rika Fujiwara (japanisch 藤原 里華, Fujiwara Rika; * 19. September 1981 in Fujisawa, Kanagawa) ist eine ehemalige japanische Tennisspielerin.

## Karriere
Fujiwara, deren Profikarriere 1999 begann, erreichte mit Rang 84 (August 2005) im Einzel und Rang 13 (November 2002) im Doppel ihre besten Platzierungen in der Weltrangliste. Auf ITF-Turnieren gewann sie neun Einzel- und 36 Doppeltitel.
2002 stand sie mit ihrer Doppelpartnerin Shinobu Asagoe im Viertelfinale der Australian Open, das sie gegen Martina Hingis und Anna Kurnikowa verloren. Im selben Jahr erreichte Fujiwara mit ihrer Landsfrau Ai Sugiyama das Halbfinale der French Open, in dem sie sich Lisa Raymond und Rennae Stubbs mit 1:6, 7:6 und 2:6 geschlagen geben mussten.
Ihren einzigen WTA-Titel gewann sie 2012 an der Seite ihrer Landsfrau Kimiko Date Krumm beim Hartplatzturnier in Kopenhagen.
Sie spielte von 2001 bis 2012 außerdem 28 Partien für die japanische Fed-Cup-Mannschaft, bei denen sie 23 Siege feiern konnte.
Am 4. März 2020 gab sie ihr Karriereende bekannt.

## Turniersiege

### Einzel
| Nr. | Datum              | Turnier     | Kategorie   | Belag     | Finalgegnerin     | Ergebnis        |
| --- | ------------------ | ----------- | ----------- | --------- | ----------------- | --------------- |
| 1.  | 10. Juni 2001      | Surbiton    | ITF $25.000 | Rasen     | Kristina Brandi   | 6:3, 6:3        |
| 2.  | 18. Mai 2003       | Nagano      | ITF $10.000 | Rasen     | Ayami Takase      | 7:5, 6:0        |
| 3.  | 18. Juli 2004      | Gunma       | ITF $25.000 | Teppich   | Ayami Takase      | 6:1, 6:2        |
| 4.  | 12. September 2004 | Ibaraki     | ITF $15.000 | Sand      | Shiho Hisamatsu   | 4:6, 7:5, 6:0   |
| 5.  | 27. Mai 2007       | Nagano      | ITF $25.000 | Teppich   | Natsumi Hamamura  | 7:5, 6:2        |
| 6.  | 27. Januar 2008    | Waikoloa    | ITF $50.000 | Hartplatz | Sandra Klösel     | 3:6, 6:3, 6:2   |
| 7.  | 22. November 2009  | Pune        | ITF $50.000 | Hartplatz | Bojana Jovanovski | 5:7, 6:4, 6:3   |
| 8.  | 15. Mai 2011       | Kurume      | ITF $50.000 | Rasen     | Monique Adamczak  | 6:3, 6:1        |
| 9.  | 14. Dezember 2013  | Navi Mumbai | ITF $25.000 | Hartplatz | Magda Linette     | 2:6, 7:65, 7:64 |

### Doppel
| Nr. | Datum              | Turnier           | Kategorie         | Belag             | Partnerin                   | Finalgegnerinnen                                   | Ergebnis           |
| --- | ------------------ | ----------------- | ----------------- | ----------------- | --------------------------- | -------------------------------------------------- | ------------------ |
| 1.  | August 2000        | Harrisonburg      | ITF $10.000       | Hartplatz         | Cindy Watson                | Lauren Kalvaria Gabriela Lastra                    | 6:4, 5:7, 7:5      |
| 2.  | April 2001         | Stone Mountain    | ITF $25.000       | Hartplatz         | Jeon Mi-ra                  | Alicia Molik Bryanne Stewart                       | 7:5, 6:3           |
| 3.  | August 2001        | Bronx             | ITF $50.000       | Hartplatz         | Clarisa Fernández           | Kristie Boogert Els Callens                        | 2:6, 7:63, 6:4     |
| 4.  | April 2002         | Dothan            | ITF $75.000       | Sand              | Maja Palaveršić-Coopersmith | Samantha Reeves Jessica Steck                      | 6:3, 6:0           |
| 5.  | Mai 2003           | Gifu              | ITF $50.000       | Rasen             | Saori Obata                 | Shinobu Asagoe Nana Smith                          | 1:6, 7:5, 6:3      |
| 6.  | April 2004         | Ho-Chi-Minh-Stadt | ITF $25.000       | Hartplatz         | Aiko Nakamura               | Olena Schmelzer Gulnara Fattachetdinowa            | 6:3, 6:3           |
| 7.  | Mai 2004           | Fukuoka           | ITF $50.000       | Rasen             | Saori Obata                 | Monique Adamczak Nicole Kriz                       | 6:2, 6:4           |
| 8.  | Mai 2004           | Karuizawa         | ITF $25.000       | Teppich           | Jeon Mi-ra                  | Ryoko Fuda Seiko Okamoto                           | 6:2, 2:6, 7:61     |
| 9.  | November 2004      | Shenzhen          | ITF $50.000       | Hartplatz         | Olena Tatarkowa             | Yan Zi Zheng Jie                                   | 6:4, 1:6, 6:1      |
| 10. | Mai 2005           | Gifu              | ITF $50.000       | Teppich           | Saori Obata                 | Ryoko Fuda Seiko Okamoto                           | 6:1, 6:2           |
| 11. | Juni 2005          | Surbiton          | ITF $25.000       | Rasen             | Saori Obata                 | Jennifer Hopkins Mashona Washington                | 4:6, 6:4, 6:2      |
| 12. | September 2007     | Tokio             | ITF $50.000       | Hartplatz         | Junri Namigata              | Kumiko Iijima Akiko Yonemura                       | 3:6, 7:64, [10:5]  |
| 13. | April 2008         | Monzón            | ITF $75.000       | Hartplatz         | Emmanuelle Gagliardi        | María José Martínez Sánchez Arantxa Parra Santonja | 1:6, 7:65, [10:8]  |
| 14. | November 2008      | Tokio             | ITF $50.000       | Hartplatz         | Kimiko Date-Krumm           | Chan Chin-wei Chen Yi                              | 7:5, 6:3           |
| 15. | Februar 2009       | Midland           | ITF $75.000       | Hartplatz (Halle) | Chen Yi                     | Melinda Czink Lindsay Lee-Waters                   | 7:5, 7:65          |
| 16. | Mai 2009           | Saint-Gaudens     | ITF $50.000       | Sand              | Chanelle Scheepers          | Kimiko Date-Krumm Sun Tiantian                     | 7:5, 6:4           |
| 17. | September 2010     | Noto              | ITF $25.000       | Teppich           | Tamarine Tanasugarn         | Shūko Aoyama Akari Inoue                           | 6:3, 6:3           |
| 18. | November 2010      | Toyota            | ITF $75.000+H     | Teppich (Halle)   | Shūko Aoyama                | Irina-Camelia Begu Mădălina Gojnea                 | 1:6, 6:3, [11:9]   |
| 19. | Januar 2011        | Pingguo           | ITF $25.000       | Hartplatz         | Shūko Aoyama                | Liu Wanting Sun Shengnan                           | 6:4, 6:3           |
| 20. | März 2011          | Kunming           | ITF $25.000       | Hartplatz         | Shūko Aoyama                | Iryna Burjatschok Weronika Kapschaj                | 6:3, 6:2           |
| 21. | April 2011         | Wenshan           | ITF $50.000       | Hartplatz         | Shūko Aoyama                | Liang Chen Tian Ran                                | 6:4, 6:0           |
| 22. | Mai 2011           | Fukuoka           | ITF $50.000       | Rasen             | Shūko Aoyama                | Aiko Nakamura Junri Namigata                       | 7:63, 6:0          |
| 23. | Mai 2011           | Karuizawa         | ITF $25.000       | Teppich (Halle)   | Shūko Aoyama                | Natsumi Hamamura Ayumi Oka                         | 6:4, 6:4           |
| 24. | Januar 2012        | Quanzhou          | ITF $50.000+H     | Hartplatz         | Chan Hao-ching              | Kimiko Date-Krumm Zhang Shuai                      | 4:6, 6:4, [10:7]   |
| 25. | 15. April 2012     | Kopenhagen        | WTA International | Hartplatz (Halle) | Kimiko Date-Krumm           | Sofia Arvidsson Kaia Kanepi                        | 6:2, 4:6, [10:5]   |
| 26. | 30. März 2014      | Osprey            | ITF $50.000       | Sand              | Hsieh Shu-ying              | Irina Falconi Eva Hrdinová                         | 6:3, 6:75, [10:4]  |
| 27. | 13. Juli 2014      | Aschaffenburg     | ITF $25.000       | Sand              | Yūki Tanaka                 | Lesley Kerkhove Xenia Knoll                        | 6:1, 6:4           |
| 28. | 23. Mai 2015       | Karuizawa         | ITF $25.000       | Rasen             | Miyu Katō                   | Mana Ayukawa Makoto Ninomiya                       | 6:2, 6:0           |
| 29. | 28. Mai 2016       | Karuizawa         | ITF $25.000       | Rasen             | Kotomi Takahata             | Mana Ayukawa Yūki Tanaka                           | 6:1, 6:4           |
| 30. | 3. September 2016  | Noto              | ITF $25.000       | Teppich           | Ayaka Okuno                 | Akari Inoue Miki Miyamura                          | 6:4, 1:6, [10:6]   |
| 31. | 10. September 2016 | Kyōto             | ITF $10.000       | Hartplatz (Halle) | Miki Miyamura               | Risa Hasegawa Midori Yamamoto                      | 6:1, 6:2           |
| 32. | 12. November 2016  | Tokio             | ITF $100.000      | Hartplatz         | Yūki Naitō                  | Jamie Loeb An-Sophie Mestach                       | 6:4, 6:712, [10:8] |
| 33. | 10. Juni 2017      | Tokio             | ITF $25.000       | Hartplatz         | Kyōka Okamura               | Momoko Kobori Kotomi Takahata                      | 6:2, 6:0           |
| 34. | 17. Juni 2017      | Kofu              | ITF $25.000       | Hartplatz         | Kyōka Okamura               | Hiroko Kuwata Riko Sawayanagi                      | 7:64, 6:3          |
| 35. | 22. Oktober 2017   | Hamamatsu         | ITF $25.000       | Teppich           | Kyōka Okamura               | Lu Jiajing Ayaka Okuno                             | 6:2, 6:4           |
| 36. | 11. November 2017  | Tokio             | ITF $100.000      | Hartplatz         | Yūki Naitō                  | Eri Hozumi Junri Namigata                          | 6:1, 6:3           |
| 37. | 5. Mai 2018        | Gifu              | ITF $80.000       | Hartplatz         | Yūki Naitō                  | Xenija Lykina Emily Webley-Smith                   | 7:5, 6:4           |